# Weak
Weak ist ein Lied von SWV aus dem Jahr 1992, das von Brian Alexander Morgan geschrieben und produziert wurde. Es erschien auf dem Album It's About Time.

## Geschichte
Im Lied geht es um einen jungen Mann, der sich zum ersten Mal verliebt. Nach seinen Angaben ließ sich Brian Alexander Morgan durch seine Schwärmerei für die Sängerin Chanté Moore inspirieren und ursprünglich sollte Charlie Wilson das Lied singen, doch er entschied sich für das Trio SWV. In einem Interview bekannte Morgan, dass Coko, eine der Sängerinnen von SWV, das Lied nicht mochte und ihre Bedenken äußerte. Coko sagte dazu, dass sie das Lied nicht mochte, weil sie beim Singen anfangs Schwierigkeiten hatte. Weak ist in d-Moll komponiert und enthält ein Tempo von 63 BPM. Die Veröffentlichung war am 16. April 1993 und in den Vereinigten Staaten wurde die R&B- und SoulNummer ein Nummer-eins-Hit.

## Musikvideo
Das Musikvideo wechselt szenenabhängig zwischen Farbe und Schwarzweißfotografie. Zu Beginn haben die Bandmitglieder mit einem Mann eine Diskussion, dann umarmt eine der Mitglieder einen Mann und danach beginnen sie zu singen. In folgenden Zwischenszenen gehen der Mann und die Frau aus der vorigen Szene auseinander und die Bandmitglieder fahren mit dem Fahrstuhl abwärts. Darauf folgt zwischen zwei Bandmitgliedern ein Boxkampf, dazwischen verlassen sie den Fahrstuhl und es wird in einer Herrensauna geblendet. Abwechselnd werden der Boxkampf, sie Szenen in der Sauna und die Darbietung der Band des Liedes für den Rest des Videos eingeblendet.

## Kommerzieller Erfolg

### Chartplatzierungen
| ChartsChartplatzierungen       | Höchstplatzierung | Wochen |
| ------------------------------ | ----------------- | ------ |
| Vereinigte Staaten (Billboard) | 2 (26 Wo.)        | 26     |
| Vereinigtes Königreich (OCC)   | 33 (3 Wo.)        | 3      |

| ChartsJahrescharts (1993)      | Platzierung |
| ------------------------------ | ----------- |
| Vereinigte Staaten (Billboard) | 6           |

### Auszeichnungen für Musikverkäufe
| Land/Region               | Auszeichnungen für Musikverkäufe (Land/Region, Auszeichnung, Verkäufe) | Verkäufe  |
| ------------------------- | ---------------------------------------------------------------------- | --------- |
| Vereinigte Staaten (RIAA) | 3× Platin                                                              | 3.000.000 |
| Insgesamt                 | 3× Platin ·                                                            | 3.000.000 |

## Coverversionen
- 2004: JoJo